# Swietenia mahagoni
Swietenia mahagoni, auch Westindisches Mahagoni genannt, ist eine Pflanzenart innerhalb der Familie der Mahagonigewächse (Meliaceae). Sie kommt im südlichen Florida in den USA, auf den karibischen Inseln einschließlich der Bahamas, Kuba, Jamaika und Hispaniola vor. Sie wird beispielsweise in Südflorida als Alleebaum verwendet.
Swietenia mahagoni gehört zu den gefährdeten Baumarten der Gattung Swietenia (neben Swietenia macrophylla und Swietenia humilis), die seit Dezember 2002 durch den  CITES-Anhang II unter Schutz stehen. In der Roten Liste gefährdeter Arten der IUCN wurde 1998 Swietenia mahagoni als „endangered“ = „stark gefährdet“ eingestuft, der aktuelle Gefährdungsgrad ist nicht bekannt.

## Beschreibung und Ökologie

### Erscheinungsbild, Borke und Blatt

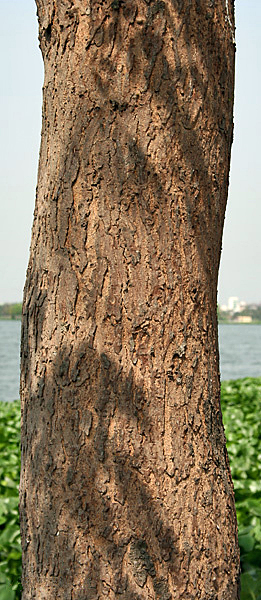
Borke

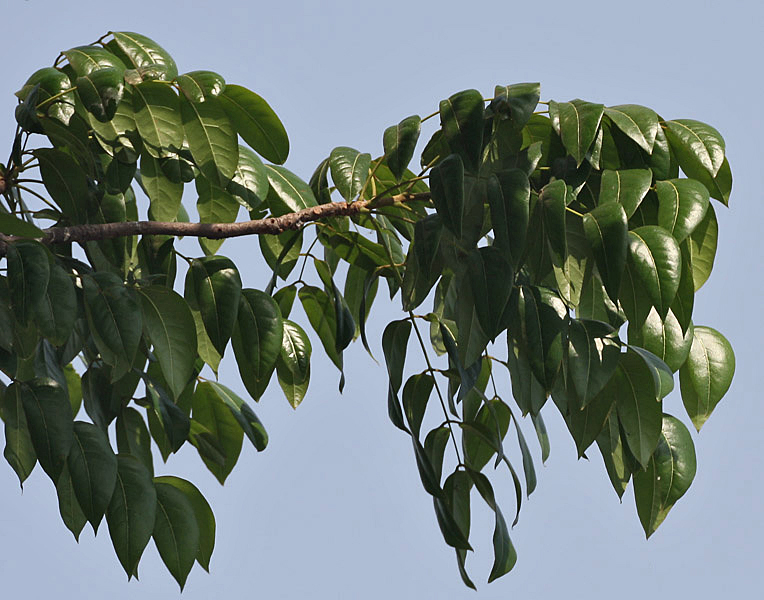
Zweig mit gefiederten Laubblättern

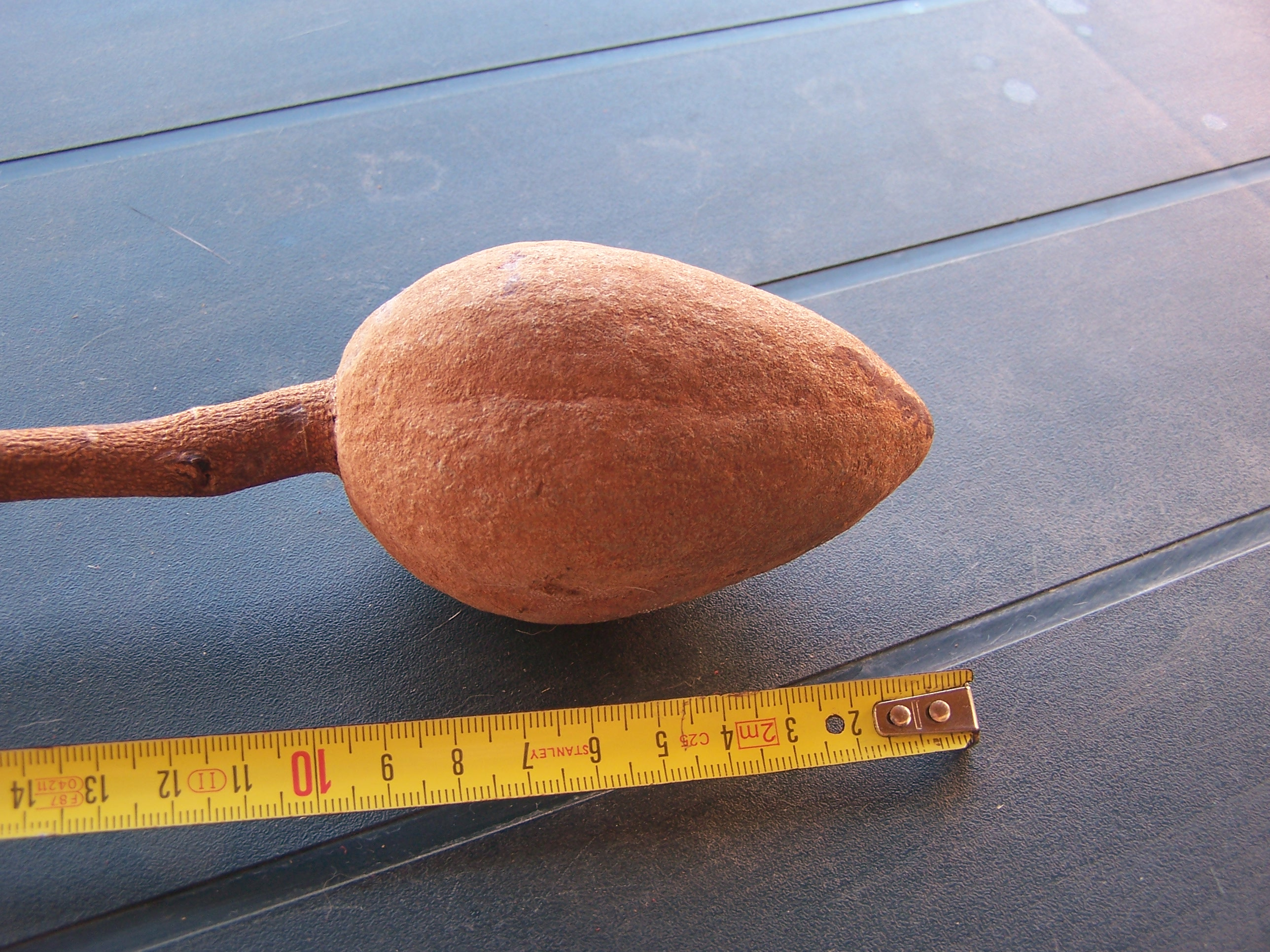
Kapselfrucht

Westindisches Mahagoni wächst als halbimmergrüner bis immergrüner Baum und kann Wuchshöhen von bis zu 25 m oder auch höher erreichen. Der Stammdurchmesser erreicht über 1 Meter. Im Durchschnitt ist ein erwachsener Baum 12 bis 15 m hoch und hat eine symmetrische, runde Baumkrone mit einer gemäßigten Blattdichte. In den niedrigen randtropischen Wäldern der Karibik gehört der Baum zu den Emergenten, die über das Kronendach ragen. Es werden manchmal kleinere Brettwurzeln ausgebildet. Er ist widerstandsfähig gegen Bruch. Durchhängende Äste und grüne bis braune Zweige sind typisch für diese Art. Die jungen Exemplare haben eine glatte, gräuliche Borke, die mit zunehmendem Alter dunkler oder rotbraun und geriffelt gemustert oder schuppig wird.
Die wechselständig angeordneten, paarig gefiederten und gestielten Laubblätter sind bei ausgewachsenen Exemplaren circa 12 bis 30 cm lang. Die ledrigen, kurz gestielten Fiederblätter sind eiförmig bis lanzettlich, 5 bis 10 cm lang und 2 bis 5 cm breit und spitz bis zugespitzt sowie meistens ganzrandig. Die Lamina ist oft ungleich, die Oberseite ist glänzend, die Unterseite mattgrün.

### Blütenstand, Blüte, Frucht und Samen
Der Westindische Mahagoni hat gestielte, kleine grünliche, fünfzählige Blüten mit doppeltem Perianth, die in bis 15 Zentimeter langen rispigen Blütenständen angeordnet sind. Es sind weibliche und männliche Blüten ausgebildet, der Baum ist also monözisch. In den weiblichen Blüten ist ein fünfkammeriger, oberständiger Fruchtknoten mit kurzem Griffel mit scheibenförmiger Narbe ausgebildet. In den weiblichen Blüten sind röhrig verwachsene Staminodien (sterile Staubblätter) mit (spitzen) Zipfeln vorhanden. In den männlichen Blüten ist ein reduzierter und steriler Pistillode (steriler Stempel) und 8 bis 10 zu einer Röhre mit (spitzen) Zipfeln verwachsene Staubblätter vorhanden, innen, am oberen Rand sitzen die Staubbeutel. Am Grund der Blüten, um den Fruchtknoten herum, ist eine rötliche Nektarscheibe vorhanden, wobei diese bei den männlichen Blüten viel ausgeprägter ist.
Die braunen, holzigen und fünfklappigen Kapselfrüchte sind eiförmig und ungefähr 7,5 bis 15 cm lang, sie hängen im Winter an schmalen Stängeln. Im reifen Zustand platzen sie meist unten, aber auch oben auf, und die 35 bis 45, flachen, geflügelten und rotbraunen, 5 bis 7 Zentimeter großen Samen, die mit dem Flügel, oben an einer dicken, fünfeckigen Mittelsäule hängen, werden durch den Wind ausgebreitet. Die Fruchthüllen sind trocken oder hart.

## Holzeigenschaften

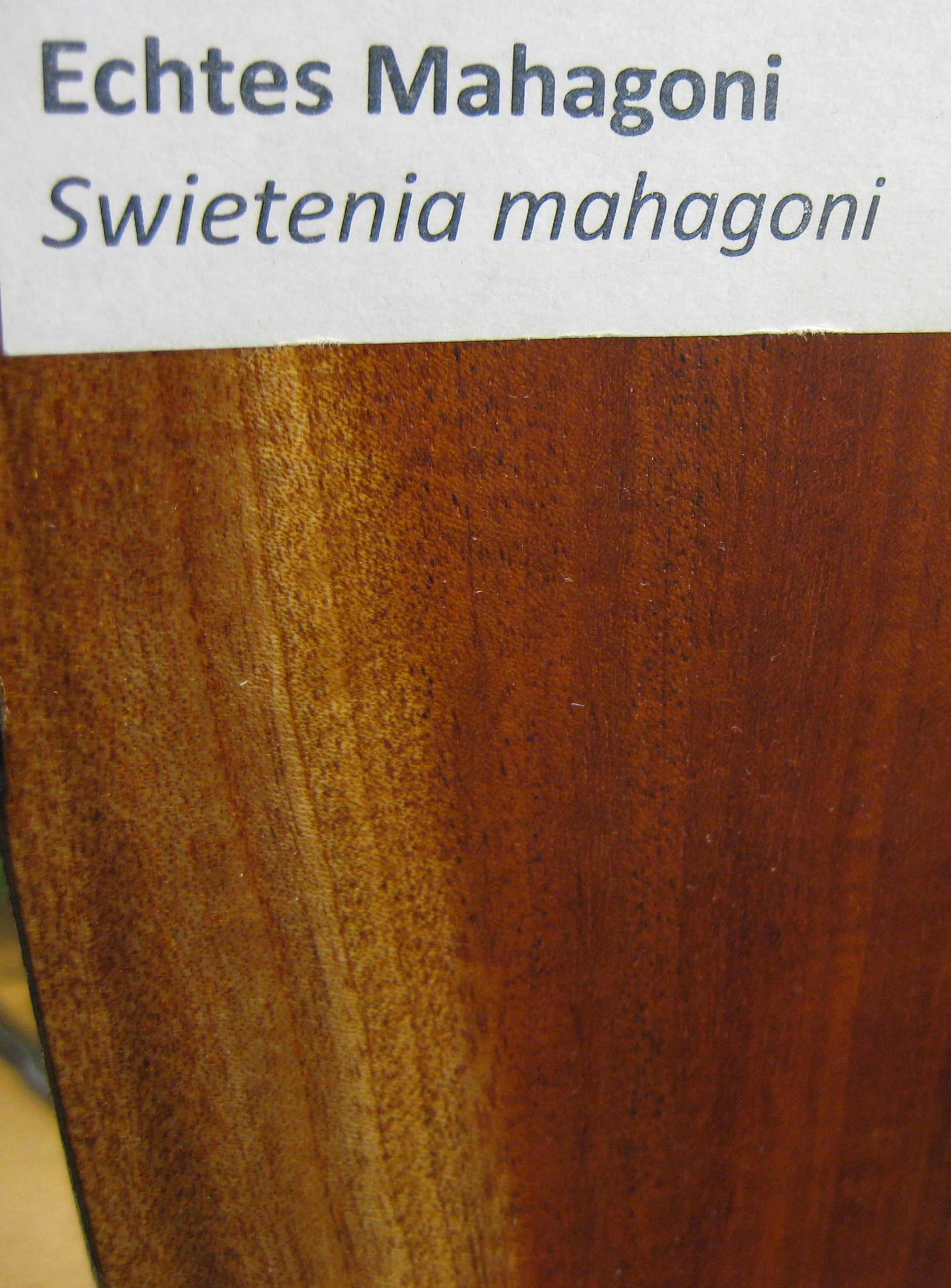
Mahagoniholz

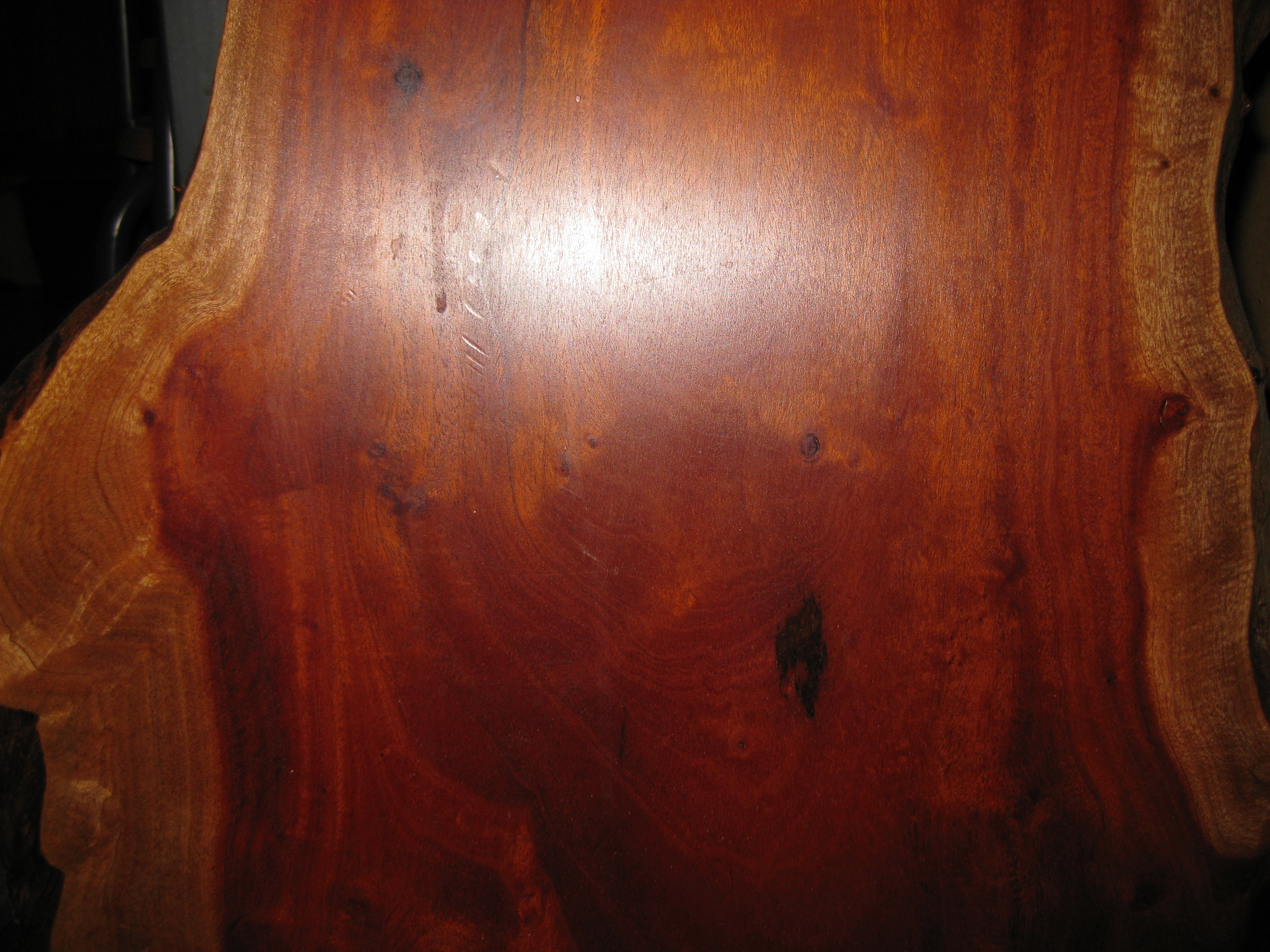
Mahagoniholz

Holzarten der Gattung Swietenia haben deutlich erkennbare Zuwachszonengrenzen. Der Splint ist gelblich-weiß, meist deutlich abgesetzt vom rosig bis rotbraunen Kernholz, welches eine feine oder ganz feine Struktur hat. Die Holzfasern sind gerade oder leicht gekuppelt. Bei entsprechendem Lichteinfall entsteht auf der Oberfläche ein klarer Goldglanz.
Der Geruch des Holzes ist nicht ausgeprägt oder fehlend. Ihre Gefäße (Poren) sind zerstreut-porig, gruppiert und haben keine spezifische Anordnung; meist in kurzen radialen Reihen, von zwei bis drei Zellen. Der tangentiale Porendurchmesser ist mittel, oder groß ([90-160-255] µm). Sie besitzen eine geringe Anzahl an Poren pro mm2 (2–18). Thyllen sind nicht vorhanden. Axialparenchyme (Speichergewebe) sind gebändert. Die Parenchymbänder sind ausschließlich marginal (oder scheinbar marginal) und schmal.
Technische Holzdaten
| Kenngröße         | Wert       | Einheit |
| ----------------- | ---------- | ------- |
| Rohdichte         | 0,48–0,54  | g/cm3   |
| Druckfestigkeit   | 51–60      | N/mm2   |
| Elastizitätsmodul | 8800–11300 | N/mm2   |
| Biegefestigkeit   | 90–104     | N/mm2   |
| Zugfestigkeit     | 100–110    | N/mm2   |
| Scherfestigkeit   | 7–8        | N/mm2   |

## Standortansprüche
Westindisches Mahagoni kann in der prallen Sonne, teilweise in der Sonne oder im Halbschatten wachsen. Es hat eine hohe Toleranz gegenüber Trockenheit und Salzaerosol. Regelmäßige Düngung und ein gut drainierter Boden können ein rasches Baumwachstum herbeiführen. Westindisches Mahagoni kann in alkalischem, gelegentlich feuchtem oder gut drainiertem Boden leben.

## Verwendung
Westindisches Mahagoni eignet sich zur Anpflanzung an Straßen. Das Holz spielt in Form von Kantholz, Furnierholz und Sperrholzplatten eine wichtige Rolle im Export. Es wird sowohl im Außenbereich als auch im Innenbereich verwendet und ist besonders geeignet für Außenbau ohne Erdkontakt (Marine Bauvorschriften). Andere Einsatzmöglichkeiten bestehen z. B. in der Herstellung dekorativer Furniere, Beschläge, Tischlerarbeiten und Musikinstrumente. Ab 1514 nutzten die Spanier das Holz für den Bau ihrer Schiffe, die Spanische Armada war aus diesem Holz gebaut.